# تسینجوآریوو (آمباتولامپی)
تسینجوآریوو (به لاتین: Tsinjoarivo) یک منطقهٔ مسکونی در ماداگاسکار است که در بخش امباتولامپی واقع شده‌است. تسینجوآریوو ۵۹۴ کیلومتر مربع مساحت و ۲۸٬۱۰۸ نفر جمعیت دارد و ۱٬۵۶۱ متر بالاتر از سطح دریا واقع شده‌است.